# Blåkronad parakit
Blåkronad parakit (Thectocercus acuticaudatus) är en fågel i familjen västpapegojor inom ordningen papegojfåglar.

## Utseende och läte
Blåkronad parakit är en lysande grön fågel med lång och spetsig stjärt. Karakteristiskt är blått på hjässa och ansikte samt en tydlig vit ögonring. Lätet är ljust och raspigt.

## Utbredning och systematik
Blåkronad parakit delas in i fem underarter, fördelade på två grupper, med följande utbredning:
- haemorrhous-gruppen
  - Thectocercus acuticaudatus koenigi – förekommer i nordöstra Colombia och norra Venezuela
  - Thectocercus acuticaudatus neoxenus – förekommer på Isla Margarita (Venezuela)
  - Thectocercus acuticaudatus haemorrhous – förekommer i inre nordöstra Brasilien
- acuticaudatus-gruppen
  - Thectocercus acuticaudatus neumanni – förekommer i högländerna i östra Bolivia
  - Thectocercus acuticaudatus acuticaudatus – förekommer från östra Bolivia till Paraguay, södra Brasilien, västra Uruguay och norra Argentina

### Släktestillhörighet
Blåkronad parakit placeras som enda art i släktet Thectocercus. Tidigare placerades den i släktet Aratinga, men detta har delats upp i flera mindre släkten efter genetiska studier.

## Levnadssätt
Blåkronad parakit hittas ursprungligen i låglänta torra skogar och buskmarker. I områden där den är införd ses den i byar och städer. Den ses ofta i små flockar. Arten kan flyga långa avstånd mellan områden där den födosöker och där den tar nattkvist.

## Status och hot
Arten har ett stort utbredningsområde, men tros minska i antal, dock inte tillräckligt kraftigt för att den ska betraktas som hotad. Internationella naturvårdsunionen IUCN listar arten som livskraftig (LC).